# نیکولسکی (سرزمین آلتای)
نیکولسکی (به لاتین: Nikolsky) یک منطقهٔ مسکونی در روسیه است که در سرزمین آلتای واقع شده‌است.